# Собранецький потік
Собранецький потік (словац. Sobranecký potok) — річка; притока каналу Вельке Ревіштья-Бежовце, протікає  в окрузі  Собранці.
Довжина приблизно 20,0—22,5 км. Витік знаходиться в масиві Вигорлат; схил гори Горка — на висоті приблизно 480 метрів. Впадають річка Бенятинська-Вода і Сировий потік.
Протікає територією сіл Хоньковце; Подгородь; Горня і міста Собранці.. Впадає в канал Вельке Ревіштья-Бежовце за Собранцями.